# Гобийский Алтай

Гобийский Алтай и сопредельные горные системы Монголии

Гоби́йский Алта́й — горная система на юге Монголии, юго-восточное продолжение Монгольского Алтая.
Гобийский Алтай состоит из цепей субширотных хребтов и кряжей, разделённых сухими долинами и котловинами и окружённых наклонными равнинами (бэлями). Протяжённость системы составляет свыше 500 км, преобладающие высоты — от 1500 до 3000 м. Высшая точка — вершина Барун-Богдо-Ула (3957 м) в хребте Их-Богдо. Растительность в нижнем поясе пустынная, в верхнем — степная.
Горы сложены кристаллическими сланцами, гранитами, песчаниками и известняками. Район Гобийского Алтая высоко сейсмичен. В 1957 году здесь произошло катастрофическое землетрясение в 11—12 баллов, заметные колебания почвы наблюдались на территории 5 млн км². В 1958 в Гобийском Алтае произошло ещё одно землетрясение, силой в 10 баллов, получившее название Баян-Цаганского землетрясения.